# Teste do elefante
O termo teste do elefante refere-se a situações em que uma ideia ou coisa é "difícil de descrever, mas instantaneamente reconhecida quando for vista".

## Usos
O termo é geralmente usado em caso legais onde há algo passível de interpretação, como ocorreu na disputa judiciária inglesa Cadogan Estates Ltd v Morris, onde o Lord Justice Stuart-Smith se referiu "ao bem conhecido teste do elefante. É difícil de descrever, mas você o reconhece quando o vê".